# Desmosoom

Desmosoom: structuur van celhechting

Een desmosoom of macula adhaerens is een structuur in het celmembraan van dieren die ervoor zorgt dat cellen aan elkaar kunnen hechten. Desmosomen komen voor in de zogenaamde intercalaire schijven tussen hartspiercellen van de mens, tussen de cellen met microvilli in de dunne darm en tussen de epitheelcellen in de opperhuid.
Een desmosoom bestaat uit cadherine-eiwitten die door het celmembraan heen steken (een zogenaamd transmembraaneiwit), en uit eiwitten die de structuur aan het cytoskelet in de cel verankeren. In de huidcellen bestaan deze eiwitten of intermediaire filamenten uit keratine en in spierweefsel van het hart uit desmine.
Bij planten bestaat de hechting tussen cellen uit plasmodesmata die het cytosol van twee naast elkaar liggende cellen verbinden en waardoor zich voedingsstoffen verspreiden.